# توين بيكس
توين بيكس (بالإنجليزية: Twin Peaks)‏ هو مسلسل تلفزيوني أمريكي، بدأ عرضه في سنة 1990 وانتهى عرضه في سنة 1991. المسلسل من تأليف مارك فروست وبطولة كايل ماكلاشلان ومايكل أونتكين وميدشن أميك ودانا أشبروك وريتشارد بييمر ولارا فلين بويل وشيريلين فين وارين فروست وبيجي ليبتون.
قصة المسلسل تتكلم عن العميل الخاص في مكتب التحقيقات الفيدرالي ديل كوبر ومتابعته لقضية مقتل الفتاة المراهقة لورا بالمر في بلدة خيالية في ولاية واشنطن اسمها توين بيكس وتواجهه عقبات من خارج نطاق الطبيعة.